# 보고밀파
보고밀파는 10세기 중엽 동방 정교회 개혁운동인 슬라브운동과 파울리키우파의 마니교적 이원론을 결합해 보고밀(그리스 명은 테오필로스)이 창시한 종교단체로, 보그밀파라고도 한다. 교회제도나 전례는 물론, 세속의 권위나 사회제도도 사탄이 창시한 것으로서 철저하게 부인했기 때문에, 반체제운동의 양상을 보였다. 나중에 서유럽의 카타리파 형성에 영향을 끼쳤다고 추정된다.

## 같이 보기
- 알비 십자군
- 노브고로드의 서
- 바오로파